# Batalla de Saratoga
La batalla de Saratoga fue uno de los enfrentamientos bélicos más importantes librados durante el transcurso de la guerra de Independencia de Estados Unidos. Su desenlace contribuyó, en gran medida, a decidir el resultado final de la contienda a favor del ejército continental. Esta batalla tuvo lugar entre el 17 de septiembre y el 17 de octubre del año 1777 en Saratoga, una región ubicada entre Boston y la zona de los Grandes Lagos, en las proximidades del río Hudson. El general británico John Burgoyne pretendía aislar a Nueva Inglaterra del resto de las colonias del norte y causar la mayor cantidad de bajas posibles entre las filas del ejército rebelde (ver Campaña de Saratoga). Su plan consistía en remontar el valle del río Hudson desde Montreal, donde se hallaban reunidas sus columnas, subiendo a lo largo de este camino fluvial con el apoyo de las tropas británicas asentadas en Nueva York. Estas últimas, acaudilladas por el general Howe, atacarían por el norte y se le unirían en Albany para crear un frente común y emprender una ofensiva conjunta.

## La batalla

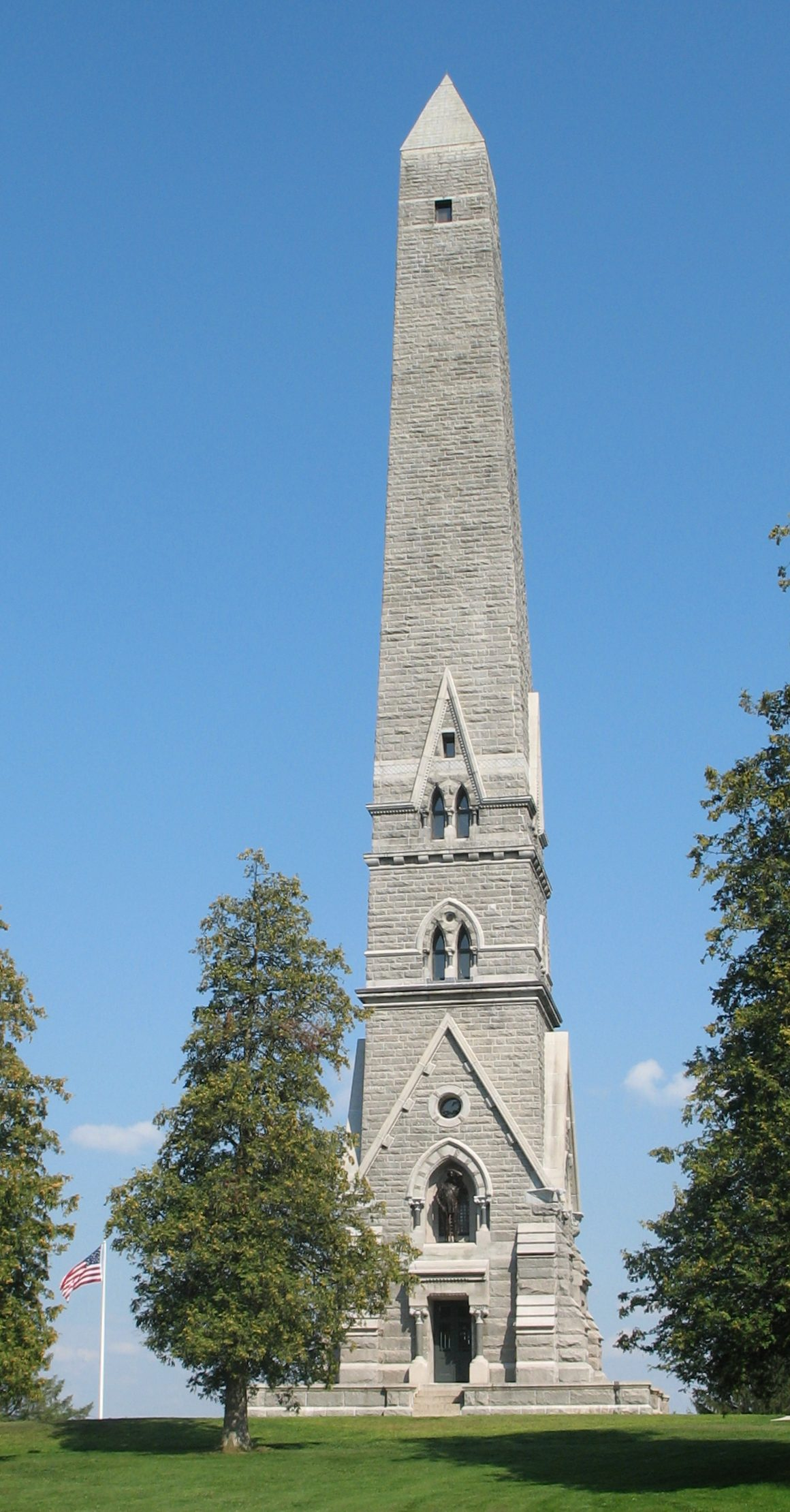
Monumento en recuerdo a la batalla de Saratoga.

En lugar de concentrar todas sus fuerzas en un único frente, los efectivos británicos se quedaron dispersos a lo largo de más de 1200 km de territorio hostil, cayendo en un clásico error de división de fuerzas: Burgoyne en Canadá, Howe en Chesapeake y Clinton en Nueva York. Washington acudió, desde sus cuarteles de invierno en Morristown (Nueva Jersey), con su precario ejército a cubrir Filadelfia para intentar una cosa a emprender la retirada.
Mientras tanto, Burgoyne descendió de los bosques canadienses y avanzó hacia el sur con la intención de reunirse con las tropas británicas asentadas en Nueva York, a la espera de que Howe hiciera lo mismo después de atacar Filadelfia. Reagrupando a las tropas en un único ejército contra George Washington, la victoria británica parecía un hecho. Pese a ello, Howe prefirió seguir avanzando hacia el sur e incluso reclamó refuerzos de la guarnición de Clinton.
Burgoyne, hostigado incesantemente por las milicias rebeldes, fue incapaz de llegar hasta Nueva York y no pudo obtener refuerzos de Clinton porque este no disponía de suficientes efectivos para asistirlo. Finalmente quedó aislado en Nueva Inglaterra, con graves problemas de abastecimiento y cercado por un ejército muy superior en número. El 17 de octubre tuvo que rendirse al comandante estadounidense Horatio Gates y fue hecho prisionero junto a su ejército hasta que se firmó la paz.
Las tropas inglesas, que constaban de casi 8000 militares regulares, mercenarios alemanes y milicianos, no fueron capaces de soportar el contraataque de 14 000 regulares y milicianos estadounidenses al mando de George Washington obtenidos voluntariamente tras una leva de voluntarios que hizo en 1775. Hubo 800 muertos estadounidenses y 1600 bajas inglesas, así como 6000 ingleses prisioneros.
Las armas usadas fueron principalmente mosquetes y más tarde, ya casi acabada la batalla, se empezaron a usar fusiles de corto alcance.

## Consecuencias
La victoria afianzó la posibilidad de triunfo de las milicias ciudadanas sobre un ejército de línea, lo que precipitó el apoyo de Francia, España y sus aliados a la causa independentista estadounidense.